# Die Enttäuschung

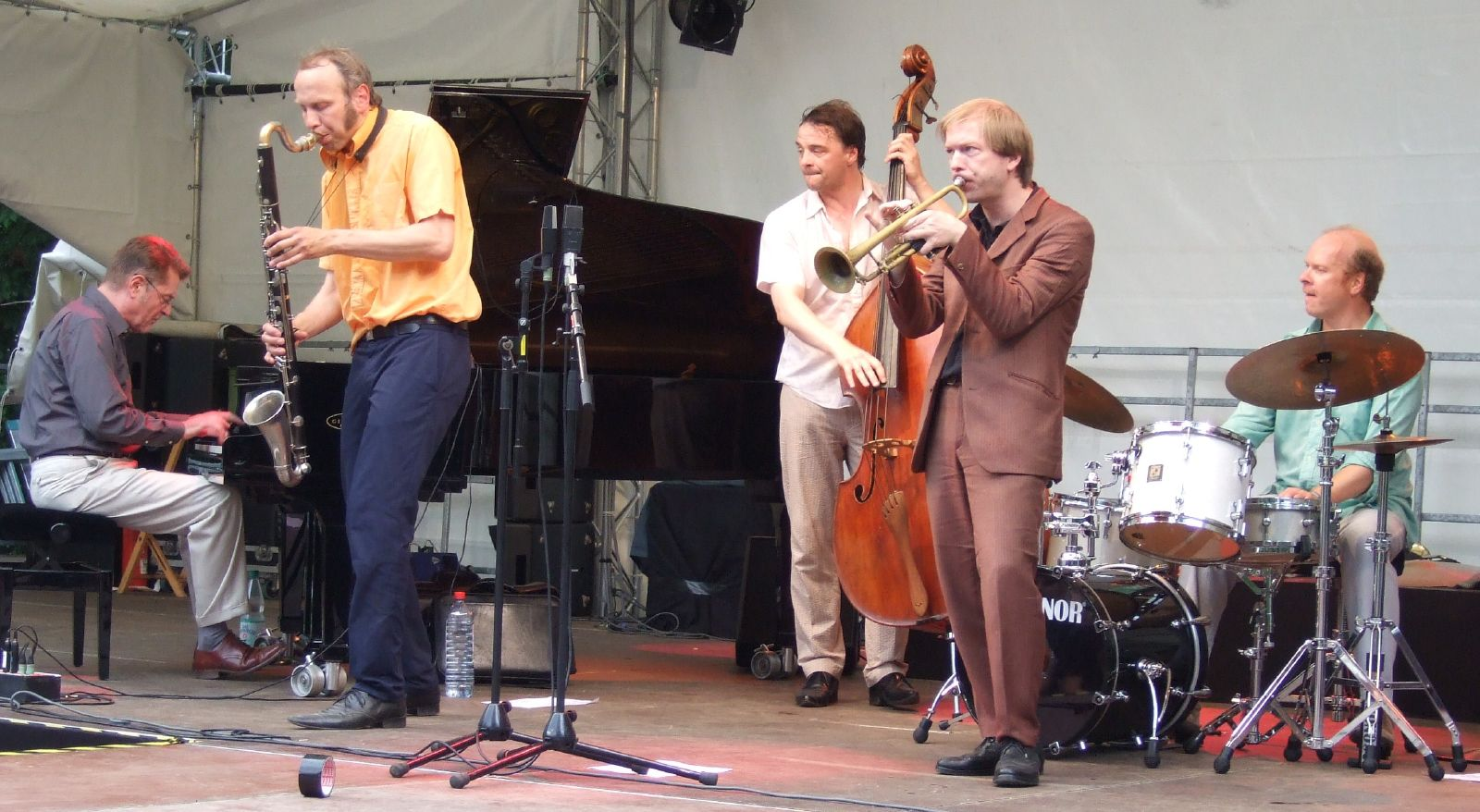
Die Enttäuschung auf dem Festival OffsideOpen 2007 mit Alexander von Schlippenbach am Piano: Rudi Mahall (halblinks), Jan Roder (Mitte), Axel Dörner (halbrechts), Uli Jennessen (rechts)

Die Enttäuschung ist eine Berliner Jazzgruppe, die zunächst als Quartett entstand und um 2017 als Quintett arbeitete. Für das amerikanische Magazin Down Beat ist es „die beste Jazzcombo von heute“.

## Bandgeschichte
Das in den 1990er Jahren von Rudi Mahall, Joachim Dette, Uli Jenneßen und Axel Dörner gegründete Quartett veröffentlichte 1996 ein Debütalbum ausschließlich mit Kompositionen von Thelonious Monk. Es folgte eine Aufführung des Gesamtwerks von Thelonious Monk zusammen mit dem Pianisten Alexander von Schlippenbach, die 2005 als 3-CD-Edition bei Intakt Records veröffentlicht wurde (Monk’s Casino).
In der Besetzung mit Mahall, Dörner, Jenneßen und Jan Roder (Bass) entstanden fünf Alben mit Eigenkompositionen der Bandmitglieder. 2013 erschien in gleicher Besetzung das Album Vier Halbe.
Michael Griener ersetzte 2017 Uli Jenneßen am Schlagzeug und durch den Einstieg des Posaunisten Christof Thewes wurde Die Enttäuschung zum Quintett. Seit 2021 arbeitet die Enttäuschung wieder (ohne Thewes) als Quartett.

## Diskographie
- Die Enttäuschung (Two-Ninetenn Records, 1995)
- Die Enttäuschung 1 (Grob, rec. 1997, ed. 2002)
- V.A. Total Music Meeting 2001: Audiology - 11 Groups Live (A/L/L, 2002, enthält ein Stück der Enttäuschung von 2′45″)
- Alexander von Schlippenbach & Die Enttäuschung – Monk’s Casino (Intakt, 2003/04)
- Die Enttäuschung (Crouton, 2004)
- Die Enttäuschung 4 (Intakt, 2006)
- Die Enttäuschung 5 (Intakt, 2009)
- Vier Halbe (Intakt, 2012)
- Lavaman (Intakt 2017)
- Die Enttäuschung & Alexander von Schlippenbach: Monk’s Casino Live at AuTopsi Pohl (Two Nineteen Records, 2022)
- Music Minus One (Two Nineteen Records, 2023)
- Die komplette Enttäuschung (Two Nineteen Records, 2023)